# Ändlöstjärnen
Ändlöstjärnen är en sjö i Falu kommun i Dalarna och ingår i Gavleåns huvudavrinningsområde. Sjön är 2,8 meter djup, har en yta på 0,0262 kvadratkilometer och befinner sig 254 meter över havet. Vid provfiske har abborre och ruda fångats i sjön.